# Mikkel Honoré
Pour les articles homonymes, voir Honoré.
Mikkel Frølich Honoré (né le 21 janvier 1997 à Fredericia) est un coureur cycliste danois.

## Biographie
Né à Fredericia, Mikkel Honoré (sa famille paternelle est d'ascendance huguenotte) commence le cyclisme à l'âge de sept ans, suivant ainsi les traces de son grand-père, ancien cycliste. Durant sa carrière amateur, il mène des études au Danemark pour obtenir un master de marketing et innovation du collège international de commerce.
En 2014, pour sa première année chez les juniors (moins de 19 ans), il remporte le Sint-Martinusprijs Kontich et une étape du Trophée Centre Morbihan, qu'il termine à la troisième place. Aux Jeux olympiques de la jeunesse, il obtient l'or sur contre-la-montre ainsi que l'argent au classement par équipes. En 2015, il s'impose de nouveau sur le Sint-Martinusprijs Kontich et termine septième de Paris-Roubaix juniors. 
En 2016, il rejoint l'équipe espoirs de Lotto-Soudal. L'année suivante, il se distingue en terminant huitième du Tour des Flandres espoirs et de Liège-Bastogne-Liège espoirs, dixième du Tour de Lombardie amateurs, onzième du Tour de Bretagne et douzième du Girobio.
Après deux ans passés en Belgique en 2018, il rejoint l'équipe continentale danoise Virtu Cycling, avec qui, il remporte en mai le Circuit de Wallonie en Belgique. En août, il rejoint l'équipe World Tour belge Quick-Step Floors en tant que stagiaire. En 2019, il signe un contrat professionnel au sein de la formation devenue entre-temps Deceuninck-Quick Step. En mai, il court son premier grand tour et se classe 101e du Tour d'Italie.
Au mois d'août 2020, il se classe treizième du championnat du Danemark de cyclisme sur route et seizième de la Brussels Cycling Classic.
Tout en remplissant principalement un rôle d'équipier, Honoré remporte en 2021 la cinquième étape de la Semaine internationale Coppi et Bartali et la cinquième étape du Tour du Pays basque. En fin d'année, son contrat avec l'équipe belge est prolongé jusqu'en fin d'année 2023.
En octobre 2022, Honoré résilie son contrat avec la formation belge et s'engage pour 2023 avec EF Education-EasyPost.
Une chute durant Liège-Bastogne-Liège 2023 lui cause une commotion cérébrale.

## Palmarès sur route

### Palmarès amateur
- 2014
  - Classement général du Sint-Martinusprijs Kontich
  -  Médaillé d'or du contre-la-montre aux Jeux olympiques de la jeunesse
  -  Médaillé d'argent par équipes aux Jeux olympiques de la jeunesse
- 2015
  - 1re étape du Trophée Centre Morbihan
  - Classement général du Sint-Martinusprijs Kontich
  - 3e du Trophée Centre Morbihan
- 2018
  - Circuit de Wallonie
  - 4e étape du Tour de l'Avenir (contre-la-montre par équipes)

### Palmarès professionnel
- 2020
  - 1re étape (b) de la Semaine internationale Coppi et Bartali (contre-la-montre par équipes)
- 2021
  - 5e étape de la Semaine internationale Coppi et Bartali
  - 5e étape du Tour du Pays basque
  - 2e de la Semaine internationale Coppi et Bartali
  - 2e de la Course des raisins
  - 3e de la Drôme Classic
  - 3e de la Classique de Saint-Sébastien
  - 3e de la Bretagne Classic
  - 5e du Tour de Pologne
- 2022
  - 3e du championnat du Danemark sur route
  - 6e du Grand Prix cycliste de Québec
- 2024
  - 8e du Tour de Pologne

### Résultats sur les grands tours

#### Tour de France
1 participation
- 2022 : 112e

#### Tour d'Italie
5 participations
- 2019 : 101e
- 2020 : 30e
- 2021 : 81e
- 2024 : 62e
- 2025 : 79e

### Classements mondiaux
| Année                                 | 2017  | 2018 | 2019  | 2020 | 2021 | 2022 | 2023 | 2024 |
| ------------------------------------- | ----- | ---- | ----- | ---- | ---- | ---- | ---- | ---- |
| Classement mondial                    | 1805e | 560e | 1005e | 286e | 27e  | 172e | 481e | 257e |
| UCI Europe Tour                       | 1143e | 333e | 721e  | 234e | 24e  | 141e | nc   | nc   |
|                                       |       |      |       |      |      |      |      |      |
| Légende : nc = non classéSource : UCI |       |      |       |      |      |      |      |      |